# ماكدونيثيريوم
الماكدونيثيريوم (الاسم العلمي: Macedonitherium)، وهو جنس منقرض من الزرافيات التي عاشت خلال العصر الميوسيني.